# Jindřich Fremuth
Jindřich Fremuth (* 11. června 1975) je český manažer, který pracuje v oboru telekomunikací. Od roku 2018 je generálním ředitelem společnosti O2 Czech Republic a předsedou představenstva. 

## Kariéra
Před svým nástupem do O2 působil Jindřich Fremuth jako konzultant v poradenské firmě McKinsey & Company, kde se zaměřoval na oblast technologií a telekomunikací. V O2 působil před nástupem do funkce generálního ředitele ve vrcholovém managementu společnosti O2 Czech Republic, naposledy jako ředitel komerční divize. 